# انرژی در ارمنستان

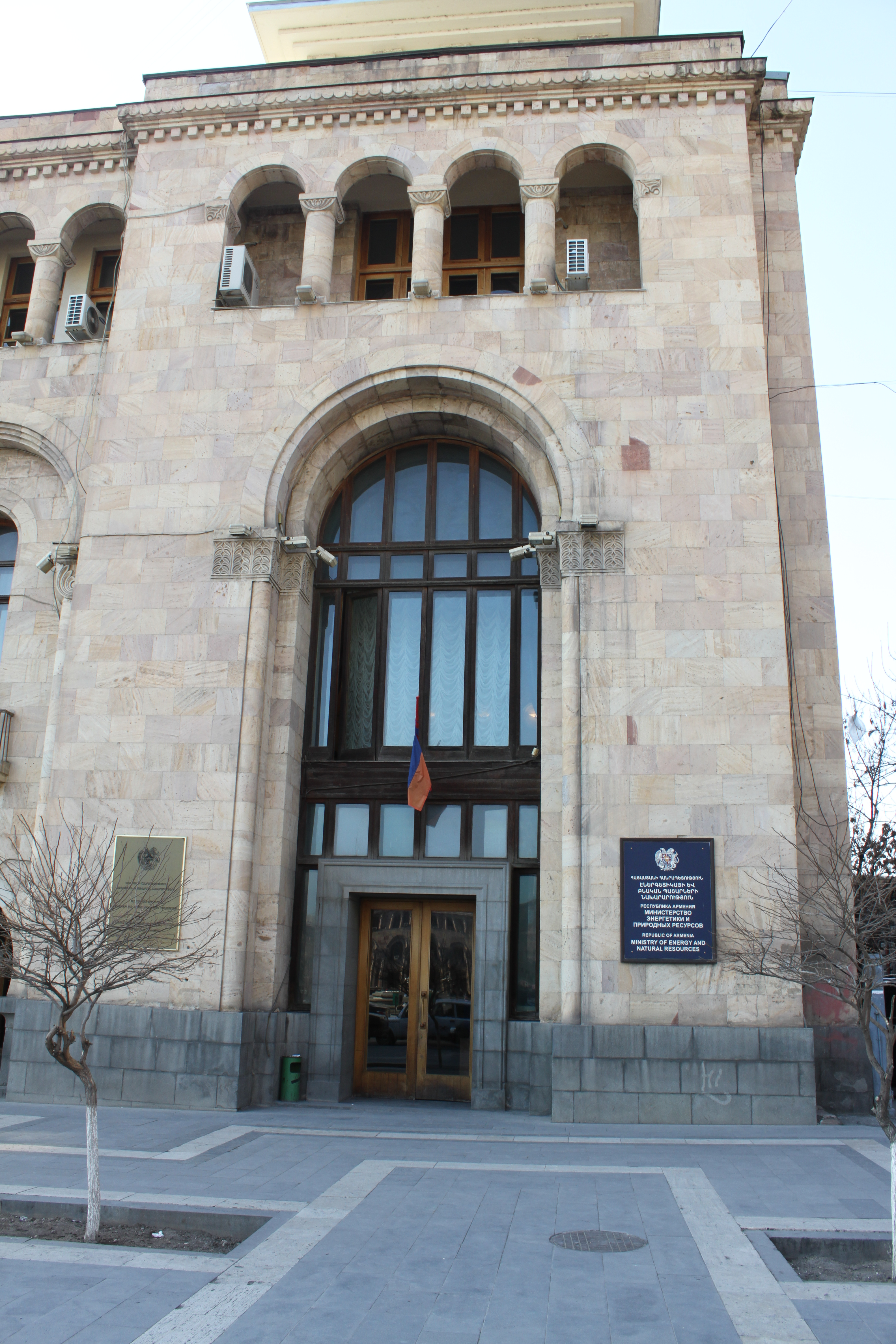
وزارت انرژی و منابع طبیعی ارمنستان در میدان جمهوری ایروان

انرژی در ارمنستان (انگلیسی: Energy in Armenia) بیشتر از گاز طبیعی تأمین می‌شود. ارمنستان ذخایر ثابت شده نفت یا گاز طبیعی ندارد و در حال حاضر بیشتر گاز خود را از روسیه وارد می‌کند. خطوط لوله گاز ایران به ارمنستان ظرفیت برابری واردات از روسیه را دارد. با وجود کمبود سوخت فسیلی، منابع داخلی قابل توجهی برای تولید برق در ارمنستان وجود دارد. بخش انرژی الکتریکی ارمنستان از زمان خروج از بحران شدید پس از شوروی در اواسط دهه ۱۹۹۰، به لطف بازگشایی نیروگاه هسته‌ای متسامور، که در سال ۱۹۷۹ ساخته شد و بیش از ۴۰ درصد از انرژی کشور را تأمین می‌کند، دارای ظرفیت مازاد بوده است.
وزارت برق ارمنستان قصد دارد یک نیروگاه هسته ای جدید بسازد تا جایگزین نیروگاه قدیمی و خطرناک متسامور شود که احتمالاً یک رآکتور کوچک مدولار است. این کشور همچنین یازده نیروگاه برق آبی دارد و برنامه‌هایی برای ساخت نیروگاه زمین گرمایی در سیونیک دارد. بیشتر بقیه برق ارمنستان توسط نیروگاه‌های حرارتی گاز طبیعی در ایروان (تکمیل در سال ۲۰۱۰) و نیروگاه حرارتی هرازدان تولید می‌شود.
پس از کسب استقلال، ارمنستان منشور انرژی اروپا را در دسامبر ۱۹۹۱ امضا کرد، این منشور اکنون به عنوان معاهده منشور انرژی شناخته می‌شود که یکپارچه سازی بازارهای جهانی انرژی را ترویج می‌کند. ارمنستان همچنین یکی از کشورهای شریک برنامه انرژی اتحادیه اروپا یا انتقال نفت و گاز بین‌المللی به اروپا است که دارای چهار موضوع کلیدی است: افزایش امنیت انرژی، همگرایی بازارهای انرژی کشورهای عضو بر اساس اصول بازار انرژی داخلی اتحادیه اروپا، حمایت از توسعه پایدار انرژی، و جذب سرمایه‌گذاری برای پروژه‌های انرژی. از سال ۲۰۱۱، ارمنستان عضو ناظر در جامعه انرژی اتحادیه اروپا است.

## تاریخ و ژئوپلیتیک
قبل از فروپاشی اتحاد جماهیر شوروی، واردات نفت حدود نیمی از عرضه اولیه انرژی ارمنستان به میزان 8000 ktoe را تشکیل می‌داد (در مقایسه با 3100 ktoe در سال 2016).
در آن زمان، نفت از طریق راه‌آهن مستقیم از ارمنستان-گرجستان-روسیه به ارمنستان می‌رسید، اما از آنجایی که مرز آبخازیا-گرجستان بسته است، سوخت از طریق دریای سیاه به گرجستان منتقل می‌شود و از آنجا از طریق واگن‌های ریلی به ارمنستان می‌رسد. . محدودیت بیشتر برای واردات نفت ارمنستان نشان دهنده محاصره اقتصادی است که توسط آذربایجان در شرق و ترکیه در غرب حفظ شده است. محاصره اندکی پس از آغاز جنگ اول قره باغ آغاز شد و از آن زمان به رغم توافق آتش‌بس در سال ۱۹۹۴ ادامه یافت.

## رتبه‌بندی
در سال ۲۰۱۸، ارمنستان در رتبه ۴۳ از میان ۱۲۵ کشور در شاخص تریلمای انرژی قرار گرفت. این شاخص کشورهای مختلف را بر اساس توانایی آن‌ها در تأمین انرژی پایدار از طریق سه بعد امنیت انرژی، برابری انرژی (دسترس‌پذیری و قابلیت پرداخت)، و پایداری محیط‌زیستی ارزیابی می‌کند.

## تأمین انرژی اولیه
مجموع تأمین انرژی اولیه در ارمنستان در سال ۲۰۱۶ به ۳۰۲۵ هزار تن معادل نفت (ktoe) رسید که تقریباً با تولید سال‌های گذشته برابر یا بیشتر است. تأمین انرژی اولیه شامل تولید (۹۶۳ ktoe)، واردات (۲۲۳۵ ktoe)، صادرات (-۱۲۲ ktoe)، سوخت‌های دریایی بین‌المللی (۰ ktoe)، سوخت‌های هواپیمایی بین‌المللی (-۴۵ ktoe)، و تغییرات ذخیره‌ها (-۵ ktoe) بود. مصرف نهایی کل ارمنستان ۲۱۲۰ ktoe بود، خسارات ۱۸۰ ktoe، صنعت ۳۲۰ ktoe، حمل‌ونقل ۶۲۲ ktoe و مسکن ۷۸۶ ktoe را شامل می‌شد.

## ذخایر طبیعی گاز و نفت
ارمنستان هیچ ذخایر اثبات شده نفت و گاز ندارد. اکتشافات قبلی در گذشته نتوانستند نتایج رضایت بخشی را ارائه دهند. در سال ۱۳۹۷ مجوزهای جدید اکتشاف نفت و گاز برای شرکت‌های وابسته به گروه تشیر صادر شد.
بر اساس گزارش کمیته آمار ارمنستان در سال ۲۰۱۶ هیچ نفتی وارد نشده است، بلکه محصولات پالایشی آن وارد شده است.